# قنات‌ماهی سوکاتی
قنات‌ماهی سوکاتی (نام علمی: Psilorhynchus sucatio) نام یک گونه از سرده کپورهای کوهی است.